# Artemísia llanosa
L' artemísia llanosa o blanquinosa (Artemisia pedemontana), és una espècie de planta amb flors del gènere Artemisia de la família de les asteràcies nativa d'Europa.

## Morfologia
És una planta perenne, llenyosa a la base, d'aspecte encoixinat, de fins a 5-10 cm d'alçada i 20-30 d'amplada, que emet branques florals de fins a 15 cm d'alçada, tomentosa blanquinosa (presenta pilositat curta però densa, com una mena de borra fina); les fulles basals de 0,7-2 cm, bipinnatisectes o bipalmatisectes. Les flors presenten una corol·la groguenca poc aparent. La floració és a la primavera-estiu.

## Distribució i hàbitat
La seva distribució natural és originària del sud d'Europa, des del centre de la península Ibèrica fins al sud-est d'Ucraïna. Apareix en savinars (Juniperus phoenicea) o alzinars (Quercus ilex). Present en els matollars xeroacàntics de les muntanyes mediterrànies de Catalunya (900-2.000 m.s.m.). Present al País Valencià. No el trobarem a les Illes Balears.

## Taxonomia
Aquest tàxon va ser publicat per primer cop l'any 1810 a l'obra Horti Academici Taurinensis Stirpium pel botànic italià Giovanni Battista Balbis.

### Subespècies
Dins d'aquesta espècie es reconeixen les següents subespècies:
- Artemisia pedemontana subsp. assoana (Willk.) Rivas Mart.
- Artemisia pedemontana subsp. pedemontana

## Cultiu
Necessita una humitat baixa i sol. Els seus requeriments edàfics són: viu en terrenys calcaris i s'adapta bé a les rocalles i als sòls molt pedregosos. Tolera els terrenys pobres i requereix un bon drenatge. El pH n'és de tendència alcalina (sòls bàsics). Presenta alta resistència al fred (-28,8 a -23,4 °C). Molt apta per a rocalles i jardins alpins; entapissa els terrenys amb pendent i ben drenats.